# L'Escut de Reus
|  | Pel que fa a l'escut de la ciutat vegeu Escut de Reus. |

L'Escut de Reus: revista setmanal literaria é il·lustrada va ser una publicació periòdica apareguda a Reus el 1893.

## Història
Fundada i dirigida per Anton Marca i Boada era una revista artística i literària vinculada al Grup modernista de Reus i a una societat progressista, El Eco Republicano. Hi publicaven, a més del director, Josep Aladern, Màrius Ferré, Domènec Font, J. Ayné Rabell, Salvador Borrut, Joan Arbós Aleu i altres, en la part literària, i il·lustraven i publicaven dibuixos i gravats Fuster Valldeperes, Joan Fargas, Ramon Casals i Vernis, Ramon Costa i J. Jacob. Com que alguns d'aquests artistes publicaven també a Reus Artístich, els dos periòdics repeteixen dibuixos i gravats. Part del contingut del setmanari es referia a les activitats de la societat "El Eco Republicano", i tenia a més una secció d'entreteniment i un apartat, "Notas setmanals", on comentava fets culturals i artístics de la ciutat. El contingut central el formaven pàgines en prosa i vers.
Tenia una capçalera mixta dibuixada per Ramon Casals i Vernis, on el nom del periòdic es trobava sobre l'escut de la ciutat i la capçalera dins d'un cercle amb el campanar per fons, i a cada costat del títol els macers que acompanyaven l'ajuntament, un amb vestit modern i l'altre antic, tots dos dins d'una orla. La part inferior esquerra continuava l'orla, amb un angelet pintant i uns altres dos asseguts mirant. A la part inferior de la dreta, que la capçalera deixava lliure, es publicava el gravat d'un dibuix. A l'interior també hi havia dibuixos. El periòdic tenia 8 pàgines a dues columnes, embolcallat per dues pàgines de color amb anuncis i s'imprimia a l'establiment tipogràfic d'Eduard Navàs i els últims números a la impremta de Josep Maria Sabater. La llengua va ser sempre el català. El primer número va sortir el 10 de juny de 1893 i el darrer, el 12, el 26 d'agost d'aquell any. A l'últim número s'acomiada de la ciutat agraint el suport rebut per part de Lo Somatent. Va plegar per motius econòmics, però contents per la feina feta i per la bona acceptació que van tenir a la ciutat. L'erudit reusenc Joaquim Santasusagna diu que semblava un modest ressò de Reus Artístich, però la col·laboració li era inferior i hi mancaven les firmes valuoses de la ciutat.

## Localització
- Una col·lecció a la Biblioteca Central Xavier Amorós.[4]
- Una col·lecció a la Biblioteca del Centre de Lectura i de l'1 al 7 a la Biblioteca de Catalunya.[5]